# Omar Imeri
Omar Imeri (* 13. Dezember 1999 in Skopje) ist ein albanisch-nordmazedonischer Fußballspieler.

## Verein
Imeri begann seine Karriere in der Jugendmannschaft des KF Shkupi und wechselte von dort 2014 in den Nachwuchs von Rabotnicki. Drei Jahre später ging er zurück zu seinem Heimatverein und debütierte dort für die Profimannschaft in der Prva Makedonska Liga. Schon in der folgenden Saison wechselte Imeri ablösefrei zum Ligarivalen KF Shkëndija, wo er zweimal die nationale Meisterschaft feiern konnte. Im August 2020 folgte dann kurz nach Saisonstart der Wechsel zum türkischen Erstligisten Antalyaspor. Dort absolvierte er 16 Ligaspiele und ging dann nach der Saison weiter zu Bodrumspor in die drittklassige TFF 2. Lig. Im Januar 2022 wurde er dann für ein halbes Jahr an den KF Shkupi verliehen.

## Nationalmannschaft
Am 27. März 2018 spielte Imeri erstmals für die mazedonische U-21-Auswahl in der EM-Qualifikation gegen Österreich (0:2). Doch schon im November des gleichen Jahres spielte er auf Grund seiner doppelten Staatsbürgerschaft seine erste Partie bei der U-21 Albaniens. Dort kam er im folgenden Jahr auf insgesamt sechs Einsätze mit einem erzielten Treffer am 26. März 2019 beim 2:2-Unentschieden in der EM-Qualifikation gegen Andorra.

## Erfolge
- Mazedonischer Meister: 2019, 2021